# يوسف هاني بلان
يوسف هاني بلان (مواليد 9 ديسمبر 1996) هو لاعب كرة قدم قطري يجيد اللعب كلاعب جناح يلعب حالياً مع نادي الشحانية .

## مسيرة اللاعب
بدأ مسيرته مع نادي قطر و انتقل إلى الشحانية في عام 2016 و عاد إلى نادي قطر في عام 2018 و أعير إلى نادي الشحانية و عاد في عام 2019 و انتقل إلى الشحانية في عام 2020 و انتقل إلى نادي المرخية في عام 2022 وعاد إلى نادي الشحانية في عام 2024.

## روابط خارجية
- يوسف هاني بلان على موقع Soccerway.com (الإنجليزية)